# Chad Allen (aktor)
Chad Allen właśc. Chad Allen Lazzari (ur. 5 czerwca 1974 w Cerritos) – amerykański aktor telewizyjny pochodzenia włosko-niemieckiego, działacz na rzecz LGBT, występował w roli Matthew Coopera w serialu utrzymanym w konwencji westernu Doktor Quinn.

## Życiorys

### Wczesne lata
Urodził się w Cerritos w Kalifornii ze swoją siostrą bliźniaczką Charity w rodzinie rzymskokatolickiej Faith Leony (z domu Wright) i Stephena W. Lazzari. Miał także dwóch braci: Roberta i Stevena. Wychowywał się w Artesii w stanie Kalifornia. W wieku czterech lat pojawił się w reklamie restauracji McDonald’s. Uczęszczał do szkoły katolickiej St. John Bosco High School w Bellflower w Kalifornii. Jako 14-latek zainteresował się oceanografią i został nurkiem.

### Kariera
W 1981 roku wystąpił gościnnie w jednym z odcinków serialu CBS Simon & Simon z Geraldem McRaneyem i Jamesonem Parkerem. Za swój kolejny gościnny występ jako Ho Minh Truong w jednym z odcinków serialu CBS Airwolf (1984) był nominowany do nagrody Young Artist Awards w kategorii „najlepszy młody aktor: gość w serialu” w szóstej edycji Youth in Film Awards. Pojawił się też serialu medycznym CBS Klinika w Teksasie (Cutter to Houston, 1983), grając dzieciaka, który został ranny i musiał mieć przeprowadzoną reanimację metodą usta-usta, zanim został zaniesiony do helikoptera z czekającym tam lekarzem Halem Wexlerem (Alec Baldwin).
W serialu medycznym NBC St. Elsewhere (1983-88) zagrał postać autystycznego Tommy’ego Westphalla. Międzynarodową popularność przyniosła mu rola Matthew Coopera w serialu CBS Doktor Quinn (Dr. Quinn, Medicine Woman, 1993–98) z Jane Seymour i jego pełnometrażowych fabularyzacjach, za którą został wyróżniony nagrodą Young Artist Award.
Od czerwca do sierpnia 2008 roku, Allen wystąpił z Valerie Harper w sztuce Looped (Zapętlony), opartej na życiu Tallulah Bankhead, w Pasadena Playhouse w Pasadenie w Kalifornii.

### Życie prywatne
W 1996 roku, w wieku dwudziestu jeden lat na łamach amerykańskiego tabloidu The Globe Allen otwarcie przyznał się do swojego homoseksualizmu.
W listopadzie 2006 roku Los Angeles Daily News napisał na marginesie, że partnerem Allena jest Jeremy Glazer, z którym był również obsadzony w filmie Save Me. We wrześniu 2008 roku wywiadzie dla Out.com, Allen stwierdził, że od trzech lat jest w związku.

## Filmografia
| Rok     | Tytuł                                                                  | Rola                       | Uwagi                                                        |
| ------- | ---------------------------------------------------------------------- | -------------------------- | ------------------------------------------------------------ |
| 1981    | Simon & Simon                                                          | chłopak                    | odc.: "A Recipe for Disaster"                                |
| 1983-88 | St. Elsewhere                                                          | Tommy Westphall            | 11 odcinków                                                  |
| 1984    | Airwolf                                                                | Ho Minh Truong             | odc.: "Daddy's Gone a Hunt'n"                                |
| 1984    | The New Leave It to Beaver                                             | Doug Williams              | 2 odcinki                                                    |
| 1985    | Matt Houston                                                           | Patrick                    | odc.: "The Nightmare Man"                                    |
| 1985    | Not My Kid (TV)                                                        | Bobby                      |                                                              |
| 1985    | Dziedzictwo zła (The Bad Seed, TV)                                     | Mark Daigler               |                                                              |
| 1985    | Hotel                                                                  | Bobby Cowley               | odc.: "Sleeping Dogs"                                        |
| 1985    | A Death in California                                                  | Glenn                      | 2 odcinki                                                    |
| 1985    | Code of Vengeance                                                      | A.J. Flowers               | odc.: "Code of Vengeance"                                    |
| 1985    | Punky Brewster                                                         | Conrad Brian               | 2 odcinki                                                    |
| 1985-86 | Webster                                                                | Rob Whitaker               | 4 odcinki                                                    |
| 1986    | Happy New Year, Charlie Brown!                                         | Charlie Brown (głos)       |                                                              |
| 1986    | Dzieci potrzebne od zaraz (Help Wanted: Kids)                          | Coop                       |                                                              |
| 1986    | Potwór z kosmosu (TerrorVision)                                        | Sherman Putterman          |                                                              |
| 1986-88 | Our House                                                              | David Witherspoon          | 46 odcinków                                                  |
| 1987    | Opowieści z ciemnej strony (Tales from the Darkside)                   | Sandy                      | odc.: "The Milkman Cometh"                                   |
| 1988    | Straight Up                                                            | Ben                        |                                                              |
| 1988    | Autostrada do nieba (Highway to Heaven)                                | Ricky Diller               | odc.: "The Whole Nine Yards"                                 |
| 1988    | Detektyw Hunter (Hunter) (Hunter)                                      | Danny Sanderson            | odc.: "Heir of Neglect"                                      |
| 1989-90 | Moi dwaj tatusiowie (My Two Dads)                                      | Zach Nichols               | 21 odcinków                                                  |
| 1990    | Obóz Cucamonga, czyli jak spędziłem lato (Camp Cucamonga, TV)          | Frankie Calloway           |                                                              |
| 1990    | Star Trek: Następne pokolenie (Star Trek: The Next Generation)         | Jono/Jeremiah Rossa        | odc.: "Suddenly Human"                                       |
| 1991    | Cudowne lata (The Wonder Years)                                        | Brad Patterson             | odc.: "The Yearbook"                                         |
| 1991    | DEA                                                                    | Michael Stadler            | 2 odcinki                                                    |
| 1991    | Uwiedziony (Murder in New Hampshire: The Pamela Wojas Smart Story, TV) | William Flynn              |                                                              |
| 1992    | ABC Weekend Special                                                    | Sean                       | odc.: "Choose Your Own Adventure: The Case of the Silk King" |
| 1993    | Modliszka (Praying Mantis)                                             | Bobby McAndrews            |                                                              |
| 1993    | Gorączka nocy (In The Heat Of The Night)                               | Matt Skinner               | odc.: "Every Man's Family"                                   |
| 1993-98 | Doktor Quinn (Dr. Quinn, Medicine Woman)                               | Matthew Cooper             | 147 odcinków                                                 |
| 1998    | Statek miłości (The Love Boat: The Next Wave)                          | Pete Dougherty             | odc.: "How Long Has This Been Going On?"                     |
| 1999    | Pamięć absolutna 2070 (Total Recall 2070)                              | Eddie Miller               | odc.: "First Wave"                                           |
| 1999    | Nowojorscy gliniarze (NYPD Blue)                                       | Tommy Ibarra               |                                                              |
| 2001    | What Matters Most                                                      | Lucas Warner               |                                                              |
| 2001    | A Mother’s Testimony                                                   | Kenny Carlson              |                                                              |
| 2001    | Chcesz poznać sekret? (Do You Wanna Know a Secret?)                    | Brad Adams/Bradley Clayton |                                                              |
| 2002    | Sexy                                                                   | głos                       |                                                              |
| 2002    | Getting Out                                                            | Steve                      |                                                              |
| 2003    | Tajemnice Las Vegas (Paris)                                            | Jason Bartok               |                                                              |
| 2004    | Downtown: A Street Tale                                                | Hunter                     |                                                              |
| 2004    | Nowojorscy gliniarze (NYPD Blue)                                       | Kyle Tanner                |                                                              |
| 2005    | Dowody zbrodni (Cold Case)                                             | Monty Fineman 1985         | odc.: "Kensington"                                           |
| 2005    | Obnażyć prawdę (Third Man Out)                                         | detektyw Donald Strachey   |                                                              |
| 2005    | Czarodziejki (Charmed)                                                 | Emrick                     | odc.: "Hulkus Pocus"                                         |
| 2005    | Ostrze włóczni (End of the Spear)                                      | Nate Saint/Steve Saint     |                                                              |
| 2006    | Basen 2 (The Pool 2)                                                   | Mark Casati                |                                                              |
| 2006    | Zabójcze umysły (Criminal Minds)                                       | Jackson Cally              | odc.: "The Tribe"                                            |
| 2006    | Kontrowersyjna terapia (Shock to the System)                           | detektyw Donald Strachey   |                                                              |
| 2007    | Save Me                                                                | Mark                       |                                                              |
| 2007    | Terra                                                                  | terenowy naukowiec (głos)  |                                                              |
| 2008    | Morderstwo po drugiej stronie (On the Other Hand, Death)               | detektyw Donald Strachey   |                                                              |
| 2008    | Zagadka Donalda Stracheya (Ice Blues)                                  | detektyw Donald Strachey   |                                                              |
| 2008    | CSI: Kryminalne zagadki Miami (CSI: Miami)                             | Barry/Stan Carlyle         | odc.: "Bombshell"                                            |
| 2008    | General Hospital: Night Shift                                          | Eric Whitlow               | 5 odcinków                                                   |
| 2009    | Hollywood, je t'aime                                                   | Ross                       |                                                              |
| 2009    | Fright Flick                                                           | Brock                      |                                                              |
| 2010    | Spork                                                                  | Loogie                     |                                                              |
| 2010    | Dexter                                                                 | Lance Robinson             | odc.: "Everything is"                                        |
| 2010    | For Better or for Worse                                                |                            |                                                              |
| 2012    | Hollywood to Dollywood                                                 | w roli samego siebie       |                                                              |